# Kolur (Iran)
Kolur (perski: كلور) – miasto w Iranie, w ostanie Ardabil. W 2016 roku liczyło 2347 mieszkańców.